# 猿人爭霸戰：猩凶崛起
《猿人爭霸戰：猩凶崛起》（英語：Dawn of the Planet of the Apes）是一部2014年美国3D科幻驚悚动作片，由马特·里夫斯执导，安迪·瑟克斯、加里·奥德曼、杰森·克拉克、寇帝·史密-麥菲及朱迪·格雷尔主演。该片是2011年电影《猩球崛起》的续集，也是2011年开始重新演绎的《人猿星球》系列电影的第二部，美国于2014年7月11日上映。

## 劇情
美國舊金山基因系統公司所研製出的「ALZ-113號」藥物，原本是作為治療阿茲海默症的靈藥，但意外演變成致命病毒「猿流感」（Simian Flu），且透過飛機傳播而快速形成全球瘟疫。隨著感染死亡人數日漸攀升，科學家也無法開發出解藥，世界隨即陷入一片嘈雜與混亂，就連各國政府都因束手無策而被迫停運。短短十年過去，世界只剩一片黑暗、死亡、與寂寥。當人類秩序分崩離析的時候，當初從基因公司逃出且隱居在舊金山穆爾森林中的猩猩族群，在領袖凱撒的帶領下在山上建立家園、享受安寧生活。而城市中居住著數百餘名對病毒免疫的倖存者，他們聽從領袖德雷福斯而在高塔設施中建立殖民地，一直試圖與外面其他倖存者取得聯繫，為了透過穆爾森林中的水壩繼續為殖民地供電，獵人馬康姆領導小隊冒險上山去水壩修復電力系統。
行進森林途中，馬康姆等人意外撞見凱撒的兒子藍眼與牠的朋友灰灰，小隊成員卡佛開槍打傷灰灰，凱撒與族群戰士們也在同一時間趕到。凱撒大喊一聲「離開！」迫使馬康姆等人迅速打道回府，派牠的副手庫巴跟蹤馬康姆一方得知殖民地位置，並於隔天帶領所有族群戰士來到殖民地前，大聲劃清各方的界線後便與族群離開。殖民地居民為此陷入恐慌，德雷福斯則盡全力讓眾人平靜下來，由於燃料濒临耗尽，再不修复水电站殖民地就将彻底断电，于是馬康姆帶隊再次上山與凱撒協商修復水壩的事情。他的獨自談判成功下，凱撒答應讓馬爾科姆等人留在水壩中工作，但庫巴由於對人類懷有極深的怨恨，因此帶領兩隻隨從來到了橋對邊的軍械庫，發現人類堆積眾多武器後立刻回去警告凱撒。馬康姆等人完成水壩一部分修復工作，但卡佛私藏的槍枝被發現，使得兩方的關係再度惡化。
凱撒發現妻子克妮莉亞生完孩子造成感染而性命難保，馬康姆的女友愛麗身為護士而表示願意嘗試治療，凱撒因此決定勉強讓馬康姆等人再留一天。庫巴回來後對凱撒的決定非常不滿，諷刺凱撒愛人類多過族群，凱撒因此被激怒而毆打庫巴，還是決定以「猩猩不自相殘殺」之觀念而饒牠一命，但庫巴卻更加不滿而決定自行動手。一天後，馬康姆等人完成修復工作，利用水壩動力而將電力傳送至城市，而克妮莉亞因治療成功而平安，兩方也互相表示感慨。但稍早，庫巴回到軍械庫殺死兩名試槍的衛兵，搶走一把M4A1卡賓槍，將鎖在車中的卡佛活活打死後拿走他的帽子與打火機，命令兩隻忠誠於牠的猩猩用打火機偷偷放火燒家園，並在暗處對高處的凱撒開槍。中槍的凱撒墜下山崖後，庫巴回到族群裡举起“缴获”的枪械，诬称是人类開槍突襲凱撒，並接管領袖位置領軍進攻殖民地。
殖民地居民集體慶祝電力恢復而狂歡時，庫巴率軍至碼頭軍械庫拿到武器、衝向殖民地發動全面戰爭。面對數量眾多且持有大量武器的猩猩大軍，即使殖民地人类出动了众多军械奋力抵抗，殖民地仍被庫巴佔據，所有居民都被集中关押。許多忠於凱撒的猩猩們也遭到禁錮、包括莫瑞斯與火箭。另一方面，馬康姆、愛麗與兒子亞歴山大在山下找到奄奄一息的凱撒，並遵照凱撒的指示躲到凱撒當初的老家。馬康姆並冒險從地鐵隧道回到殖民地取回醫療器材，巧遇巡邏的藍眼後通知他凱撒還活著。藍眼見到自己父親後得知所有真相，為他過去的叛逆行為道歉。為了讓父親奪回局勢，藍眼釋放出莫瑞斯等猩猩、包括其他被關押的人類後與凱撒會合。馬康姆將愛麗與亞歴山大安頓好後，帶領凱撒牠們走地鐵隧道，卻遇見隱藏在隧道中的德雷福斯與其部下。馬康姆只好命令凱撒從過街走，獨自跑過去與德雷福斯會合，但也得知德雷福斯打算利用炸藥將整座塔樓的地基全部炸毀，將所有猩猩一舉消滅。凱撒爬到建築高塔頂端後讓部分猩猩感到吃驚，而兩隻猩猩領袖在互相看不順眼下開始一場惡戰。
馬康姆企圖拿槍阻止德雷福斯引爆炸藥時，德雷福斯卻聲言他們已經和美國北方的軍事基地聯絡上。德雷福斯當場搶走引爆器，大喊他要拯救人類後按下開關同歸於盡。地基的炸毀使得高塔坍塌，部分猩猩受重傷，凱撒制伏庫巴後將牠推至高塔邊緣。庫巴自知窮途末路後，本打算說服凱撒救自己，但凱撒回答他「你不配做猩猩」後，直接放手讓庫巴落下去墜亡。凱撒等猩猩下去一樓後發現被庫巴召來的所有母猩猩已經來到，馬康姆警告凱撒關於人類軍隊的來臨。但凱撒認為是猩猩挑起這場戰爭，於是決定和族群留下來作戰，同時希望馬康姆立刻帶他的家人離開城市避開主戰區，他們倆於離別時刻透過擁抱以證明友情。當馬康姆平靜地轉身離去後，凱撒開始領導所有跪在牠面前的族群，開始準備接下來的戰爭。

## 角色
| 猿族                             | 猿族                    | 猿族                                                                       |
| -------------------------------- | ----------------------- | -------------------------------------------------------------------------- |
| 演員                             | 角色                    | 備註                                                                       |
| 安迪·瑟克斯 Andy Serkis          | 凱撒 Caesar             | 黑猩猩，猿族首領，睿智威嚴。和库巴持相反观念，对人类比较友好               |
| 托比·凱貝爾 Toby Kebbell         | 庫巴 Koba               | 倭黑猩猩，猿族二當家，較為兇殘，因为在实验室受虐待而极其仇恨人类。         |
| 尼克·瑟斯頓 Nick Thurston        | 藍眼 Blue Eyes          | 黑猩猩，凱撒的大兒子，性格十分叛逆。                                       |
| 卡倫·科諾沃 Karin Konoval        | 莫里斯 Maurice          | 紅毛猩猩(婆羅洲猩猩)，凱撒好友兼軍師。                                     |
| 泰利·諾塔里 Terry Notary         | 火箭 Rocket             | 黑猩猩，凱撒好友，灰灰之父。                                               |
| 達克·蕭 Doc Shaw                 | 灰灰 Ash                | 黑猩猩，火箭之子，藍眼好友，因为违逆夺权的库巴，被以杀鸡儆猴之意当众处死。 |
| 茱蒂·葛瑞兒 Judy Greer           | 克妮莉亞 Cornelia       | 黑猩猩，凱撒之妻，藍眼之母，甫生第二胎。                                   |
| 李·羅斯 Lee Ross                 | 格雷 Grey               | 黑猩猩，庫巴跟班。                                                         |
| 人類                             |                         |                                                                            |
| 演員                             | 角色                    | 備註                                                                       |
| 傑森·克拉克 Jason Clarke         | 馬康姆 Malcolm          | 本作人類主角，水壩工程隊領導人。                                           |
| 蓋瑞·歐德曼 Gary Oldman          | 德雷福斯 Dreyfus        | 舊金山倖存者的領導者，前警察局长，曾在美军服役。                           |
| 凱莉·羅素 Keri Russell           | 愛麗 Ellie              | 馬康姆之妻，前CDC護士。                                                    |
| 寇帝·史密-麥菲 Kodi Smit-McPhee  | 亞歷山大 Alexander      | 馬康姆之子。                                                               |
| 科克·艾薩維多 Kirk Acevedo       | 卡佛 Carver             | 前舊金山水利局員工，馬康姆小隊成員。                                       |
| 瓊·艾茲 Jon Eyez                 | 佛斯特 Foster           | 馬康姆小隊成員。                                                           |
| 安立奎·馬奇亞諾 Enrique Murciano | 坎普 Kemp               | 馬康姆小隊成員。                                                           |
| 喬可·希姆斯 Jocko Sims           | 沃納 Werner             | 殖民地播報員。                                                             |
| 基爾·奧唐諾 Keir O'Donnell       | 菲尼 Finney             | 德雷福斯盟友。                                                             |
| 凱文·蘭金 Kevin Rankin           | 麥克維 McVeigh          | 殖民地軍械庫衛兵。                                                         |
| 隆巴多·波伊爾 Lombardo Boyar     | 泰瑞 Terry              | 殖民地軍械庫衛兵。                                                         |
| 詹姆斯·法蘭科 James Franco       | 威爾·羅德曼 Will Rodman | 前集重複片段，前集主角。                                                   |

## 製作
2013年4月在加拿大不列顛哥倫比亞省坎貝爾河周圍的城鎮取景开拍。导演马特·里夫斯表示，“影片整体是围绕着两个家庭来讲述的，一个是人类的家庭，一个是猿族的家庭，而我们聚焦的问题是，以这两个家庭为代表的两个种族之间是否具有和平共处的可能性。电影里没有所谓的坏人，因为这两个种族在影片中都充分有效地展示了以自己生活经历为基础的观点和立场。”

## 评价
影片获得广泛赞誉，烂番茄新鲜度达到90%，Metacritic上45家媒体综评79分，普遍认为品質超越前作。
《综艺》给满分：本片是2011年《猩球崛起》的整体上极好的续集，影片对类人动物凯撒寻求独立的生动鲜明而又略显暴力的延展描述，在技术层面和立意概念上都完爆上一部。《Playlist》给91分：这部极有趣而且主题丰富的“猿星”续集更像是一部剧情片而不是一部动作片，但它依旧满足了爆米花大片制作的意愿和需求。《今日美国》给88分：这是一部十分刺激的科幻片，它既有极佳的视觉特效，又有强有力且与真实社会冲突相呼应的人本主义主题，以及安迪·瑟金斯奉献的真正令人惊奇的表演。《华盛顿邮报》给75分：它无论是作为一种寓言还是一部动作冒险电影都是成功的。猿族之间互相残杀的冲突正是我们人类种族发展的真实写照。

## 票房
北美方面，首周末收获7261万美元居冠，次周末收3600万美元蝉联冠军，第三周末收1640万列季军，最终收入2.08亿位列北美年度票房第八位。
香港方面，首周四天收1601万港币居冠，次周收1325万蝉联冠军。
台灣方面，首週五天票房為新台幣9200萬元；次週票房累計至新台幣1.7億元；第三週票房累計至新台幣1.99億元。
| 上一届： 《变形金刚4》             | 2014年美國週末票房冠軍 第28-29周            | 下一届： 《露西》                |
| 上一届： 《》                      | 2014年台北週末票房冠軍 第29-30周            | 下一届： 《》                    |
| 上一届： 《》                      | 2014年香港一週票房冠軍 第28-29周            | 下一届： 《》                    |
| 上一届： 《驯龙高手2》 《敢死队3》 | 2014年中国内地一周票房冠军 第35週 第37-38週 | 下一届： 《敢死队3》 《 亲爱的》 |

## 續集
續集《猩球崛起：終極決戰》已经在2017/7/14上映。

## 外部連結
- Official website #1
- Official website #2
- 互联网电影数据库（IMDb）上《Dawn of the Planet of the Apes》的资料（英文）
- Box Office Mojo上《Dawn of the Planet of the Apes》的資料（英文）
- 爛番茄上《Dawn of the Planet of the Apes》的資料（英文）
- Metacritic上《Dawn of the Planet of the Apes》的資料（英文）
- AllMovie上《Dawn of the Planet of the Apes》的资料（英文）
- 開眼電影網上《猩球崛起：黎明之战》的資料（繁體中文）
- 时光网上《猩球崛起：黎明之战》的資料（简体中文）
- 1905电影网上《猩球崛起：黎明之战》的资料（简体中文）
- 豆瓣电影上《猩球崛起：黎明之战》的資料 （简体中文）